# Valle Nuevo
Valle Nuevo är en ort i Mexiko.   Den ligger i kommunen León och delstaten Guanajuato, i den centrala delen av landet, 300 km nordväst om huvudstaden Mexico City. Valle Nuevo ligger 1 777 meter över havet och antalet invånare är 257.
Terrängen runt Valle Nuevo är en högslätt. Runt Valle Nuevo är det tätbefolkat, med 683 invånare per kvadratkilometer. Närmaste större samhälle är León de los Aldama, 13,5 km norr om Valle Nuevo. Omgivningarna runt Valle Nuevo är en mosaik av jordbruksmark och naturlig växtlighet.